# Кітново (Куявсько-Поморське воєводство)
Кітново (пол. Kitnowo, нім. Kittnau) — село в Польщі, у гміні Ґрута Ґрудзьондзького повіту Куявсько-Поморського воєводства.
Населення — 213 осіб (2011).
У 1975-1998 роках село належало до Торунського воєводства.

## Демографія
Демографічна структура станом на 31 березня 2011 року:
|          | Загалом | Допрацездатний вік | Працездатний вік | Постпрацездатний вік |
| -------- | ------- | ------------------ | ---------------- | -------------------- |
| Чоловіки | 113     | 26                 | 77               | 10                   |
| Жінки    | 100     | 16                 | 64               | 20                   |
| Разом    | 213     | 42                 | 141              | 30                   |